# Isochorista
Isochorista là một chi bướm đêm thuộc phân họ Tortricinae của họ Tortricidae.

## Các loài
- Isochorista acrodesma (Lower, 1902)
- Isochorista chaodes Meyrick, 1910
- Isochorista encotodes Meyrick, 1910
- Isochorista helota Meyrick, 1910
- Isochorista melanocrypta Meyrick, 1910
- Isochorista panaeolana Meyrick, 1881
- Isochorista parmiferana (Meyrick, 1881)
- Isochorista pumicosa Meyrick, 1910
- Isochorista ranulana Meyrick, 1881
- Isochorista sulcata Diakonoff, 1952